# Véhicule d'exploration de cavalerie
Le Vehículo de Exploración de Caballería (VEC), en français Véhicule d'exploration de cavalerie, est un véhicule blindé de combat d'infanterie à six roues fabriqué en Espagne par Santa Bárbara Sistemas dérivé du blindé moyen sur roues. Il a un équivalent autrichien, le Pandur.

## Histoire
Le BMR-625 VEC (Pegaso 3562) a été intégré à l'Armée de terre espagnole en 1980. Il a été transformé à la fin des années 1990 en Pegaso VEC-M1.
L'armée espagnole a engagé ce véhicule dans plusieurs missions de paix et opérations à l’extérieur (Bosnie-Herzégovine, Kosovo, Irak et Liban).

## Utilisateur
L'unique utilisateur est l'armée de terre espagnole. 340 BMR-625 VEC (Pegaso 3562) étient en service à partir de 1980. 135 véhicules de type M1 sont en service[Quand ?] avec une tourelle TC-25 Oto-Melara armé d'un canon M242 Bushmaster de 25 mm,. Ils sont remplacés au début des années 2020 par le véhicule de combat d'infanterie sur roues VCR 8 × 8 « Dragón », basé sur le Mowag Piranha V commandé à 348 exemplaires en août 2020.

## Galerie d'images

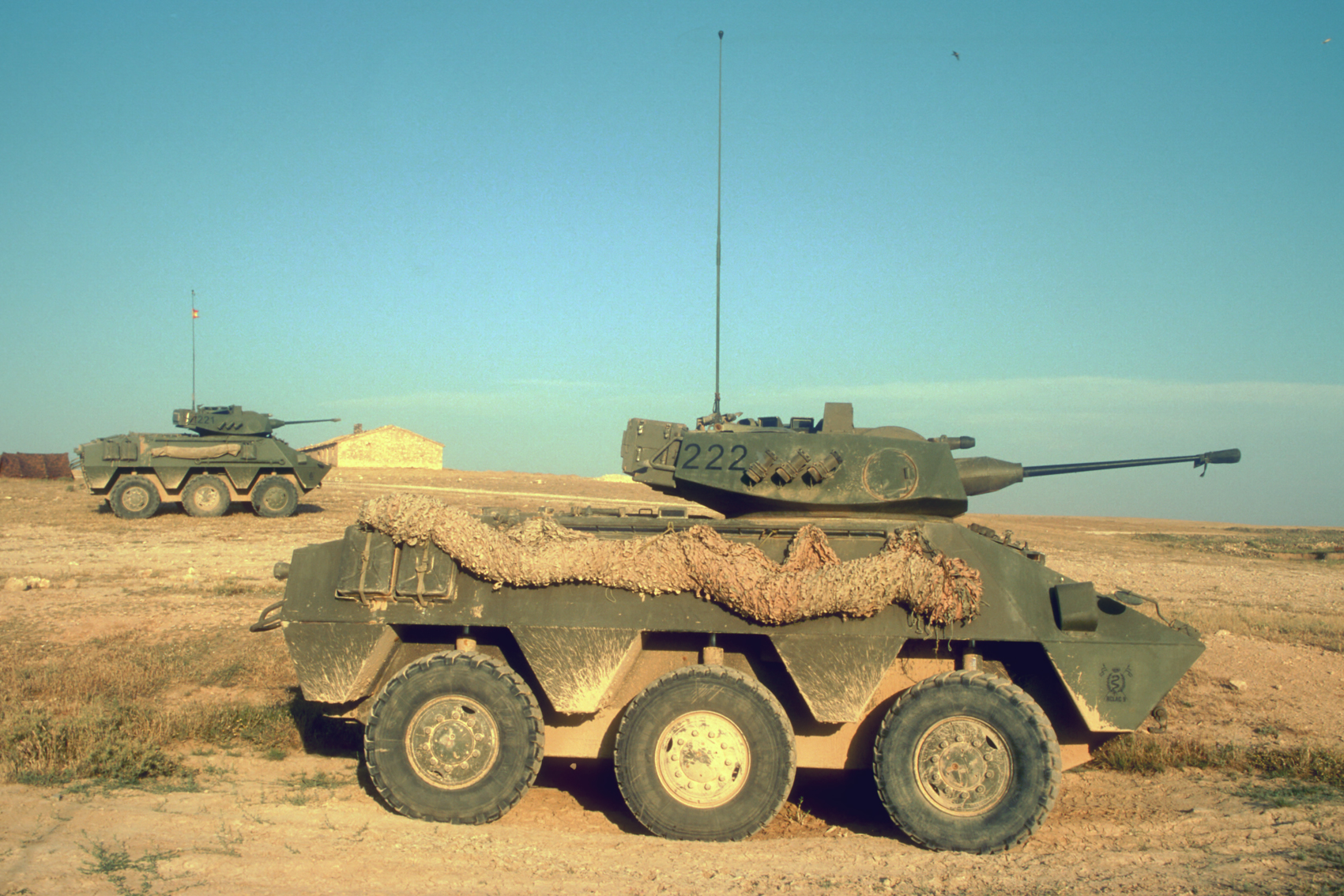
Deux VEC en manœuvres
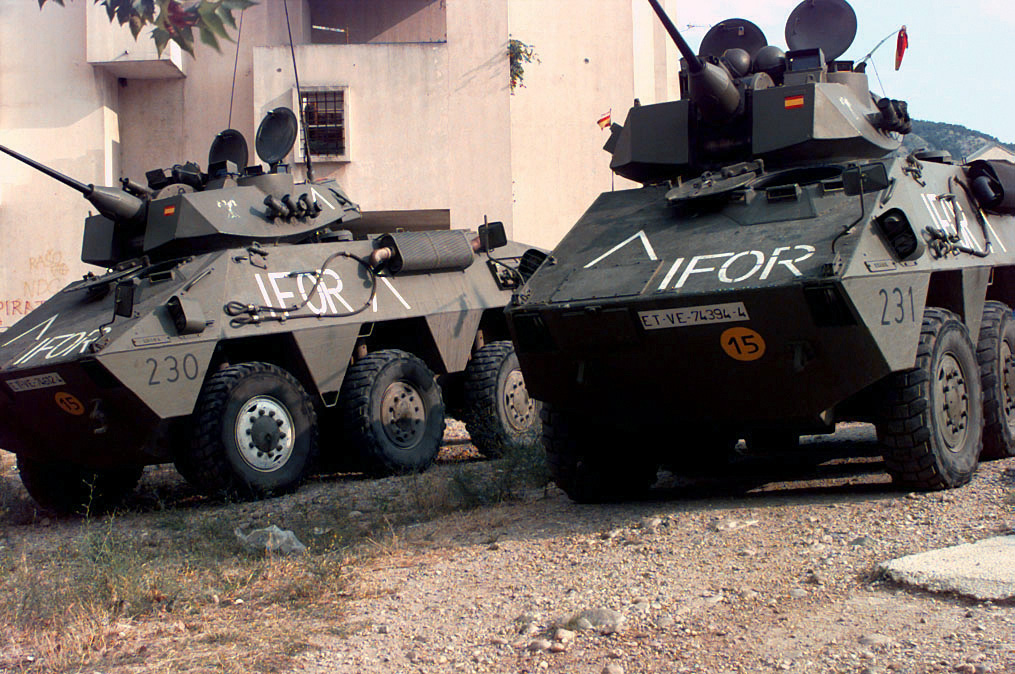
Deux VEC en mission pour l'IFOR